# Mouhijärvi
Mouhijärvi var en kommun i landskapet Birkaland i Finland. Kommunen hade 3 096 invånare (2008), på en yta av 269,73 km².
Den 1 januari 2009 slogs Mouhijärvi samman med Vammala och Äetsä till nybildade Sastamala stad.
Mouhijärvi var enspråkigt finskt.

## Administrativ historik
1 januari 1993 överfördes kommunen från Åbo och Björneborgs län till Tavastehus län.